# كاني شوريك (أرومية)
كاني شوريك هي قرية في مقاطعة أرومية، إيران. عدد سكان هذه القرية هو 191 في سنة 2006.